# Förbundssånger
Förbundssånger är en utgåva psalmböcker som publicerades i femton upplagor från 1890 och framåt. Psalmböckerna sammanställdes av Eric Bergquist och den sista, femtonde, upplagan innehöll 202 sångtexter.